# Bismarckshöhle (Forst an der Weinstraße)
Die Bismarckshöhle ist eine Höhle in Forst an der Weinstraße. Sie ist als Naturdenkmal unter der Kennung ND-7332-547 ausgewiesen.

## Lage
Die Höhle befindet sich in der Haardt westlich des Siedlungsgebiets der Ortsgemeinde innerhalb der Abteilung Am Musenhang auf 212 Metern Höhe. Sie liegt mitten im Naturschutzgebiet Haardtrand – Am Bechsteinkopf. Wenige Meter weiter östlich beginnen die Weinberge des Weinanbaugebiets Pfalz.

## Geschichte
Die Höhle wurde 1885 zu Ehren von Otto von Bismarck geschaffen, als dieser seinen 70. Geburtstag feierte.

## Beschreibung
Die Höhle besteht aus kalkhaltigem Sandstein. Am Eingang befindet sich eine Gedenktafel mit folgender Inschrift:
Bringt Wetter dich
In Not,
So kehre bei mir ein.
Männiglich
Arm wie
Reich,
Christ oder Heid,
Künftig soll geschützet sein.

## Tourismus
An der Höhle führt ein Wanderweg vorbei, der mit einem roten Balken gekennzeichnet ist und der von Siebeldingen bis nach Neuleiningen verläuft.